# Grøn guldbasse
Grøn guldbasse (Cetonia aurata) er en bille, der tilhører familien Scarabaeidae. Denne metallisk farvede bille er almindelig i det sydøstlige Danmark. Et særligt træk er, at det kan flyve uden at åbne elytra (dækvingerne). Den er mellem 14 og 20 mm lang. Grøn guldbasse lever af nektar og ses ofte på blomster.